# Elżbieta Grochowska-Niedworok
Elżbieta Joanna Grochowska-Niedworok – polska farmaceutka, dr hab., profesor Wydziału Nauk o Zdrowiu i Kulturze Fizycznej Państwowej Wyższej Szkoły Zawodowej w Nysie i Katedry Dietetyki Wydziału Zdrowia Publicznego w Bytomiu Śląskiego Uniwersytetu Medycznego w Katowicach.

## Życiorys
Obroniła pracę doktorską, następnie uzyskała stopień doktora habilitowanego. 10 marca 2020 uzyskała tytuł profesora nauk medycznych i nauk o zdrowiu. Została zatrudniona na stanowisku profesora w Katedrze Dietetyki na Wydziale Zdrowia Publicznego w Bytomiu Śląskiego Uniwersytetu Medycznego w Katowicach i na Wydziale Nauk o Zdrowiu i Kulturze Fizycznej Państwowej Wyższej Szkoły Zawodowej w Nysie.
Była adiunktem w Katedrze Dietetyki na Wydziale Zdrowia Publicznego Śląskiego Uniwersytetu Medycznego w Katowicach, profesorem nadzwyczajnym w Instytucie Dietetyki Państwowej Wyższej Szkoły Zawodowej w Nysie i kierownikiem w Katedrze Dietetyki na Wydziale Zdrowia Publicznego w Bytomiu Śląskiego Uniwersytetu Medycznego w Katowicach.
Awansowała na stanowisko dziekana na Wydziale Zdrowia Publicznego w Bytomiu Śląskiego Uniwersytetu Medycznego w Katowicach i dyrektora w Instytucie Dietetyki Państwowej Wyższej Szkoły Zawodowej w Nysie, oraz starszego wykładowcy w Zakładzie Żywienia Człowieka na Wydziale Zdrowia Publicznego Śląskiego Uniwersytetu Medycznego w Katowicach.